# Don Bosco Sint-Denijs-Westrem
Don Bosco Sint-Denijs-Westrem, school voor Wetenschap, Techniek & Design of Don Bosco SDW is een katholieke school, gelegen in Sint-Denijs-Westrem, een deelgemeente van de Belgische stad Gent. De school biedt technisch secundair onderwijs (TSO) en beroepssecundair onderwijs (BSO) aan ongeveer 900 leerlingen. De school werd gesticht in 1903 en bood toentertijd zowel ASO als TSO en BSO aan. Door plaatsgebrek verhuisde het ASO-gedeelte in 1962 naar het Don Boscocollege, gelegen in de buurgemeente Zwijnaarde. Vanaf dat tijdstip profileerde de school zich als technisch instituut. De Salesianen van Don Bosco, meer bepaald het Don Bosco Onderwijscentrum vzw (DBOC) in Oud-Heverlee, zijn de inrichtende macht van deze Don Bosco-school.
De scholencampus ligt aan de rand van het stadscentrum, aan de Kortrijksesteenweg (N43), tussen de snelweg A10/E40 en de Gentse Ringvaart, net naast het Maaltebruggepark. Aan de overkant van de A10/E40 bevindt zich het Don Boscocollege Zwijnaarde. Op de terreinen van Don Bosco Sint-Denijs-Westrem bevindt zich ook een internaat, waar eveneens een aantal internen van het naburige Don Boscocollege Zwijnaarde en omliggende scholen gehuisvest zijn.

## Studierichtingen
- Industriële wetenschappen (IW)
- Grafische Communicatie & Media
- Bouw
- Elektriciteit
- Houtbewerking
- Mechanica

## Bekende alumni
- Peter Dedecker